# Wojna syjamsko-laotańska (1826–1828)
Wojna syjamsko-laotańska (zwana częściej rebelią Chao Anu) - miała miejsce w latach 1826–1828. W jej wyniku laotańskie królestwo Wientianu (Viang Chan) stało się częścią Syjamu.
W roku 1778 laotańskie królestwo Lan Xang stało się wasalem Syjamu rządzonego przez króla Taksina. W początkach XIX w. miał miejsce podział królestwa na trzy części: Luang Phrabang, Wientian i Champasak. Miejscowi władcy w dalszym ciągu płacili trybut, także następcom Taksina - władcom dynastii Chakri. W roku 1826 król Wientianu Anuvong (Chao Anu 1767-1829) podjął próbę obalenia władzy syjamskiej. W tym celu nawiązał sojusz z cesarzem Wietnamu Minh Mạngiem (1792-1841). Zapewnił też posadę gubernatora swojemu synowi w Królestwie Champasak, dzięki czemu przejął kontrolę nad większością ziem Laosu.
Wkrótce Chao Anu dysponował siłami, którymi mógł przeciwstawić się władcy Syjamu. Na wieść o ataku floty brytyjskiej na Bangkok (wiadomość okazała się fałszywa) armia laotańska wtargnęła z rejonów Wientianu, Roi Et i Ubon Ratchathani na ziemie kontrolowane przez Syjam celem ochrony laotańskiego terytorium.
Armia syjamska podjęła kontratak odbijając wkrótce Nakhon Ratchasima (Khorat) i Ubon Ratchathani. Według rozpowszechnionej w Tajlandii legendy, w Khorat powstańcy zostali zaproszeni na uroczystość przez miejscowe kobiety na czele których stała małżonka miejscowego gubernatora Thao Suranari. Przedsiębiorcze mieszczanki spoiły Laotańczyków alkoholem i pobiły w walce. Strona laotańska podobnie jak niektórzy historycy tajscy zaprzeczają jednak prawdziwości tego epizodu. W roku 1827 Syjamczycy przeprowadzili kolejną ofensywę i pobili wojska laotańskie w bitwie pod Nong Bua Lamphu na północ od Mekongu. W kolejnych tygodniach Syjamczycy spustoszyli Królestwo Wientianu, wypierając powstańców do niedostępnych lasów.
W tej sytuacji Chao Anu zwrócił się z prośbą o pomoc do Wietnamu, który zgodził się wysłać z pomocą swoje oddziały. Jednak w trakcie marszu do Wientianu Wietnamczycy zdezerterowali. Król zmuszony był ponownie uciekać, tym razem na północ do Tran Ninh. Gdy Syjamczycy zagrozili wysłaniem swoich wojsk i w ten region, Chao Anu skapitulował. Odesłany do Bangkoku wraz z rodziną został poddany długim przesłuchaniom i torturom a następnie stracony. W wyniku powstania Wientian został zrównany z ziemią, królestwo utraciło swoją niezależność. Ponad 100 000 ludzi musiało opuścić tereny na zachód od Mekongu. Obecnie ziemie te należą do Tajlandii.